# Bryony Afferson
Bryony Afferson (nacida el 9 de marzo de 1983) es una actriz y música inglesa. Como música, llamó la atención del público interpretando al guitarrista Charlie en Totally Frank en Channel 4, lo que llevó a la banda Frank a lanzar el álbum Devil's Got Your Gold. Recibió crédito por la música de la película Strawberry Fields de 2011, obra de BBC Films, Film London y Spring Pictures. Es miembro de la banda Troubadour Rose.[cita requerida]
Como actriz, Afferson aparece con frecuencia en episodios de series de televisión. Los ejemplos incluyen The Shadow Line, House of Anubis, Silent Witness, Luther, Father Brown, Casualty y Playhouse Presents. En el escenario, apareció en la obra On the Waterfront (basada en la película de 1954), en el Theatre Royal, Haymarket, y en Rough Music, en el King's Head Theatre.